# Article 185 de la Constitution belge
L'article 185 de la Constitution de la Belgique fait partie du titre VI De la force publique. Il interdit la présence de toute troupe étrangère sur le sol belge à moins d'être dans un cas où la loi l'autorise.
Il date du 7 février 1831 et était à l'origine — sous l'ancienne numérotation — l'article 121. Il n'a jamais été révisé.

## Texte
« Aucune troupe étrangère ne peut être admise au service de l'État, occuper ou traverser le territoire qu'en vertu d'une loi. »

## Application
L'article est créé afin de prévenir les dangers d'une occupation militaire, même provisoire.
Le Conseil d'État déclara en 1987 qu'une troupe inclut le personnel militaire, l'équipement, le matériel et les armes.
En 1831, l'article fut ignoré lors de la campagne des dix-jours. Il est appliqué lors de la loi du 11 avril 1962 pour les troupes de l'OTAN. Malgré cette loi, l'installation des Euromissiles en 1985 fut contesté.